# Église Saint-Pierre de Lavaré
Pour les articles homonymes, voir Église Saint-Pierre.
L'église Saint-Pierre est une église catholique située à Lavaré, en France.

## Localisation
L'église est située dans le département français de la Sarthe, sur la commune de Lavaré.

## Historique
L'édifice est classé au titre des monuments historiques en 2004 et a été restaurée en 2014.